# Morelos
Morelos este unul din cele 31 de state federale ale Mexicului. Capitala statului este orașul Cuernavaca.